# Syagrus botryophora
Syagrus botryophora là loài thực vật có hoa thuộc họ Arecaceae. Loài này được (Mart.) Mart. miêu tả khoa học đầu tiên năm 1847.